# Parc de Belleville
Parc de Belleville je veřejný park v Paříži ve 20. obvodu. Rozkládá se na stejnojmenném návrší Belleville ve čtvrti Belleville na ploše 45 000 m2. Z terasy parku je dobrý výhled na celou Paříž. V parku se také nachází Maison de l'Air (Dům vzduchu), naučné muzeum věnované zejména znečištění ovzduší.

## Popis
Park je umístěn na návrší Belleville s vrcholkem 108 m nad mořem. Zdejší terasa nabízí panoramatický výhled na město. Park navrhl architekt François Debulois a byl otevřen v roce 1988. V parku roste na 1200 stromů a keřů. Je zde i několik vinic na paměť pěstování vinné révy v minulosti. V parku se nacházejí kaskádovité fontány, které se v délce 100 rozkládají na úbočí kopce a také 1000 m2 travnatých ploch pro odpočinek. K dispozici je také dětské hřiště včetně dřevěné vesničky, stolů na stolní tenis a venkovní divadlo. V parku rovněž stojí výukový Maison de l'air, jehož účelem je poučit návštěvníky o významu vzduchu a problémy jeho znečištění.

## Historie
Už v období Merovejců byla tato oblast královským majetkem a rozkládaly se zde vinice. 30. března 1814 na kopci proběhla bitva o Paříž mezi carem Alexandrem I. a Napoleonem I. V 19. století zde byly otevřeny lomy na sádrovec. Po jejich uzavření bylo území opuštěné. Park zde nechalo město Paříž vytvořit až v roce 1988. Na počátku 21. století byl park pro veřejnost uzavřen kvůli nestabilitě podloží a po opravách opět otevřen v roce 2008.

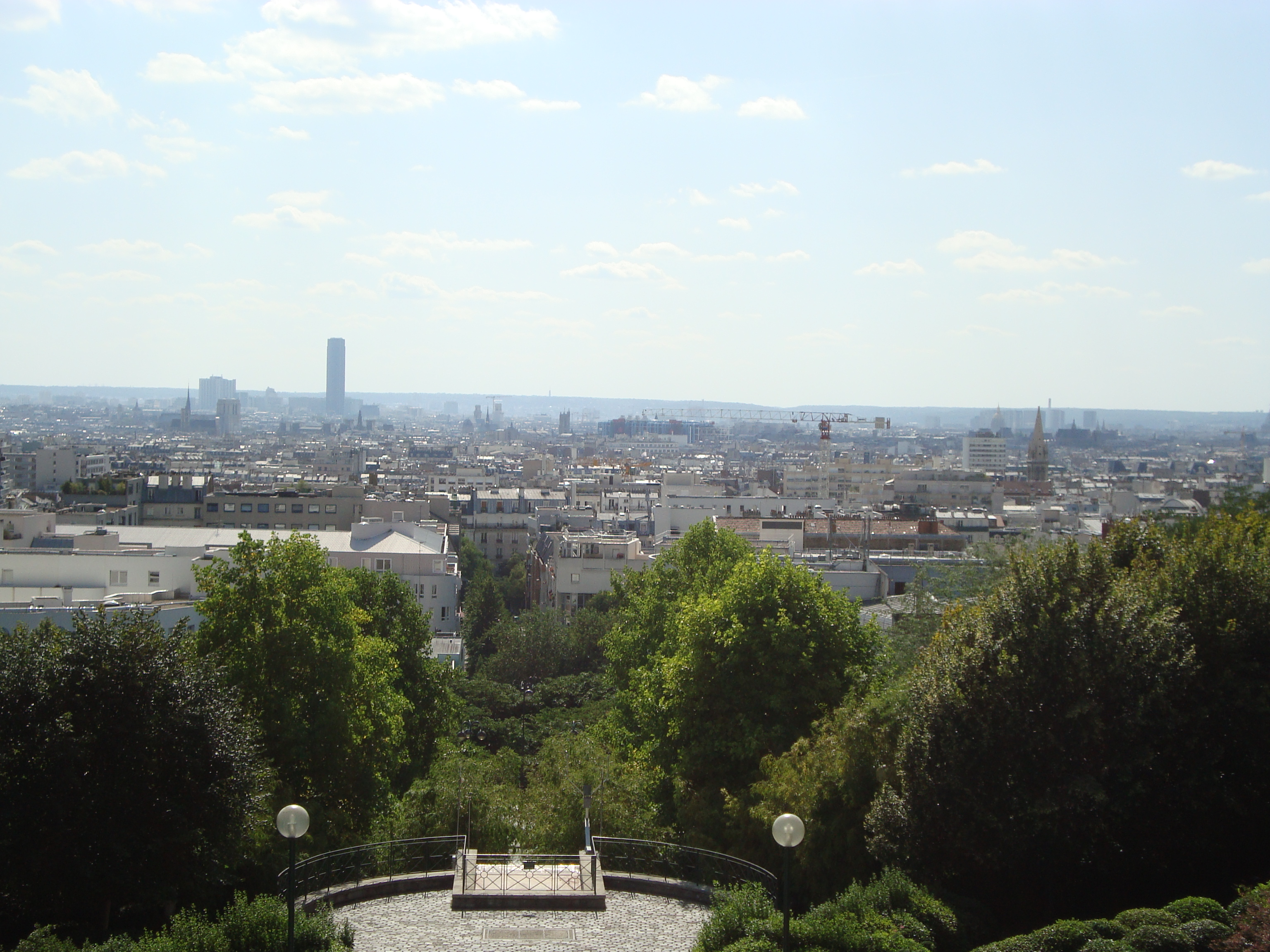
Výhled na Paříž

## Vchody
Do parku je přístup z těchto ulic:
- Rue des Couronnes
- Rue des Envierges
- Rue Piat
- Rue Julien-Lacroix
- Rue Jouye-Rouve